# NUTS:SE
A svédországi A statisztikai célú területi egységek nómenklatúrája (NUTS, Statisztikai Célú Területi Egységek Nómenklatúrája) az egész Európai Uniót lefedő rendszer része, amelyet az Eurostat fejlesztett ki.
A svéd NUTS beosztás a következő:
| NUTS 1        | NUTS 1 | NUTS 2              | NUTS 2 | NUTS 3                | NUTS 3 |
| Országrész    | Kód    | Régió               | Kód    | Megye                 | Kód    |
| ------------- | ------ | ------------------- | ------ | --------------------- | ------ |
| Östra Sverige | SE1    | Stockholm           | SE11   | Stockholm             | SE110  |
| Östra Sverige | SE1    | Östra Mellansverige | SE12   | Uppsala megye         | SE121  |
| Östra Sverige | SE1    | Östra Mellansverige | SE12   | Södermanland megye    | SE122  |
| Östra Sverige | SE1    | Östra Mellansverige | SE12   | Östergötland megye    | SE123  |
| Östra Sverige | SE1    | Östra Mellansverige | SE12   | Örebro megye          | SE124  |
| Östra Sverige | SE1    | Östra Mellansverige | SE12   | Västmanland megye     | SE125  |
| Södra Sverige | SE2    | Småland med öarna   | SE21   | Jönköping megye       | SE211  |
| Södra Sverige | SE2    | Småland med öarna   | SE21   | Kronoberg megye       | SE212  |
| Södra Sverige | SE2    | Småland med öarna   | SE21   | Kalmar megye          | SE213  |
| Södra Sverige | SE2    | Småland med öarna   | SE21   | Gotland megye         | SE214  |
| Södra Sverige | SE2    | Sydsverige          | SE22   | Blekinge megye        | SE221  |
| Södra Sverige | SE2    | Sydsverige          | SE22   | Skåne megye           | SE224  |
| Södra Sverige | SE2    | Västsverige         | SE23   | Halland megye         | SE231  |
| Södra Sverige | SE2    | Västsverige         | SE23   | Västra Götaland megye | SE232  |
| Norra Sverige | SE3    | Norra Mellansverige | SE31   | Värmland megye        | SE311  |
| Norra Sverige | SE3    | Norra Mellansverige | SE31   | Dalarna megye         | SE312  |
| Norra Sverige | SE3    | Norra Mellansverige | SE31   | Gävleborg megye       | SE313  |
| Norra Sverige | SE3    | Mellersta Norrland  | SE32   | Västernorrland megye  | SE321  |
| Norra Sverige | SE3    | Mellersta Norrland  | SE32   | Jämtland megye        | SE322  |
| Norra Sverige | SE3    | Övre Norrland       | SE33   | Västerbotten megye    | SE331  |
| Norra Sverige | SE3    | Övre Norrland       | SE33   | Norrbotten megye      | SE332  |

| NUTS 2                       | NUTS 3                       |
| ---------------------------- | ---------------------------- |
| Svédország régióinak térképe | Svédország megyéinek térképe |
|                              |                              |